# Agnieszka Zimmermann
Agnieszka Ewa Zimmermann – polska farmaceutka, prof. dr hab. nauk farmaceutycznych, od 2022 prorektor Gdańskiego Uniwersytetu Medycznego. 

## Życiorys
W 1998 ukończyła studia na Wydziale Farmaceutycznym Gdańskiego Uniwersytetu Medycznego, w 2000 studia na Wydziale Prawa Uniwersytetu Gdańskiego. 13 lutego 2007 obroniła pracę doktorską Wpływ uregulowań prawnych na sytuację aptekarstwa w Polsce na początku XXI wieku, 16 września 2014 habilitowała się na podstawie pracy zatytułowanej Badanie roli oraz ocena funkcjonowania apteki ogólnodostępnej w polskim systemie ochrony zdrowia w świetle prawa farmaceutycznego.
Pracuje na stanowisku profesora w Katedrze Medycyny Społecznej na Wydziale Nauk o Zdrowiu z Instytutem Medycyny Morskiej i Tropikalnej Gdańskiego Uniwersytetu Medycznego. Jest kierownikiem Zakładu Prawa Medycznego i Farmaceutycznego. Jest Wiceprezesem Polskiego Towarzystwa Farmaceutycznego (kadencja 2021–2025). Jest przewodniczącą Ogólnopolskiej Sekcji Prawa Farmaceutycznego Polskiego Towarzystwa Farmaceutycznego. W kwietniu 2022 została powołana na stanowisko prorektora Gdańskiego Uniwersytetu Medycznego ds. jakości kształcenia. W 2023 uzyskała tytuł profesora nauk medycznych i nauk o zdrowiu.
Została odznaczona Srebrnym Krzyżem Zasługi (2023).